# 李德生 (解放军)
李德生（1916年4月24日—2011年5月8日），河南信阳市光山县人，中国共产党和中华人民共和国政治人物及軍事將領，原正国级领导人（退休後按副国级待遇），中共第九届、十届、十一届、十二届中央委员会委员，第九届中央政治局候补委员，第十届、十一届、十二届中央政治局委员，第十届中央政治局常委，第十届中共中央副主席，中共中央顾问委员会委员、常委。1955年被授予少将军衔，1988年被授予上将军衔。

## 生平

### 军事生涯
李德生1916年4月24日出生于河南光山县大别山腹地柴山保李家坳（今属新县）的一个贫农家庭之中。其在1930年2月参加中国工农红军第十一军(不久改为红一军)，1931年2月加入中国共产主义青年团（亦有资料称系同年4月入团），1932年2月转为中国共产党党员；同年李随红四方面军主力转战川陕；1935年参加了红四方面军长征。
抗日战争时期，李德生历任八路军129师三八五旅七六九团通信排长、特务连连长、副营长、营长，太行军区第二军分区三十团团长。
第二次国共内战时期，李德生先后在晋冀鲁豫野战军及二野担任旅长、师长、十二军军长。
朝鲜战争爆发后，李德生在1951年参加了抗美援朝，曾任中国人民志愿军师长、副军长，参加了第五次战役，曾担任了一段时间上甘岭战役的第一线总指挥指挥了十二军作战，参加了金城反击战。曾获朝鲜民主主义人民共和国二级国旗勋章和一级自由独立勋章。1957年，入南京高等军事学院学习。1960年返回部队。

### 参政期间
1968年9月任南京军区副司令员、安徽省委第一书记。李德生在安徽平息武斗、稳定局势的举措，受到毛泽东肯定，1969年，李德生被调到北京，先是被任命为中国人民解放军总政治部主任，1971年又被任命为北京军区司令员。1973年，在中国共产党第十次全国代表大会上，周恩来提名李德生作为“老中青三结合”当中的“中”的代表进入大会主席团。李德生当选为中央政治局委员、常委、副主席。1973年底，李德生被调到东北任沈阳军区司令员，1975年1月在十届二中全会上辞去中共中央副主席的职务。1985年11月任中国人民解放军国防大学政治委員。1990年离休。

### 离休生活
1990年4月，李德生从领导岗位退居二线。離休後他和其他人共同创办了旨在“宣传爱国精神、组织爱国工程、弘扬中华文化、促进祖国统一”的全国性社团组织中华爱国工程联合会，并担任会长，还兼任中国滑冰协会、中国武术协会名誉主席。他還参加中共党史、军史研究工作，主编了《从郭兴福教学法到科技大练兵》，撰写了《李德生回忆录》和《军事思考录》等著作。
2011年5月8日15時20分，李德生因病在北京逝世，享年96歲。中國官方對李德生的評價是「中国共产党的优秀党员，久经考验的忠诚的共产主义战士，无产阶级革命家、军事家，我党我军卓越的领导人」。

## 评价

### 任北京军区司令员
1970年12月下旬，在安徽布置工作的李德生突然接到中央办公厅的通知，飞回北京，毛泽东面见了他，要求他担任北京军区司令员，由于李德生当时的职务较多（国务院业务组成员、中央军委办事组成员、总政治部主任、南京军区副司令员、十二军军长、中共安徽省委第一书记、安徽省革命委员会主任、安徽省军区司令员），他向毛泽东提出：“总政治部的事还管不管？”毛泽东非常干脆的表示一定要管，要他做好总政治部“承办批转”的作用。

### 辞去党的副主席
1973年底，李德生被调到东北任沈阳军区司令员，1974年8月26日至9月10日，王洪文在京西宾馆主持召开各大军区负责同志会议，分别“批评帮助”李德生、许世友、韩先楚等人。李德生是“重点的重点”。王洪文在会上说：“对于批林批孔中各地揭发的问题，主席（指毛泽东）说，‘除若干同志外，有少数同志或多或少有些问题’，这个‘或多’就是指的李德生！” 王洪文、毛远新（沈阳军区政委）列举李德生“销毁黄、吴、李、邱的黑材料”、“‘九一三’后‘捂盖子’”等十几个问题，要李德生作出“交代”。李德生被迫作检讨，1975年1月十届二中全会上向毛泽东申请辞去党的副主席职务。

## 著作
- 《李德生将军自述》， 辽宁人民出版社 1997
- 《李德生回忆录》，解放军出版1997年，人民出版社2012年